# UFC 198
UFC 198: Werdum vs. Miocic foi um evento de artes marciais mistas promovido pelo Ultimate Fighting Championship, ocorrido em 14 de maio de 2016 na Arena da Baixada, em Curitiba, no Paraná, Brasil.
15.000 pessoas compareceram à pesagem, realizada um dia antes do evento. Foi o maior público de uma pesagem já realizada na história da organização. Além disso, as 45.207 pessoas que compareceram ao evento representa o terceiro maior público da história do UFC.

## Background
No dia 24 de janeiro de 2016 o presidente do UFC, Dana White, anunciou que Cain Velasquez estava fora da disputa pelo cinturão dos pesados, a ser realizado no então UFC 196, contra Fabrício Werdum, no dia 6 de fevereiro, em Las Vegas (EUA). O norte-americano seria substituído por Stipe Miocic
No dia seguinte, porém, Fabrício Werdum, também anunciou uma lesão, ficando, assim, fora do card previamente marcado. Sendo assim, a luta entre o brasileiro e o croata, foi remanejada para este evento no Brasil. Esta foi a primeira defesa de cinturão do brasileiro.
No dia 28 de Março de 2016 o UFC confirmou a estreia de Cris Cyborg, contra Leslie Smith, em Curitiba. A luta foi disputada em 63,5kg, no meio do caminho entre as categorias das duas atletas, e integrou o card principal do evento realizado em Curitiba, cidade natal de Cyborg.

O ex-campeão dos Médios Anderson Silva era esperado para enfrentar o jamaicano Uriah Hall, no entanto, o UFC afirmou que o brasileiro estava com dores abdominais e Silva foi removido do card. O jamaicano não aceitou outro lutador e a luta foi removida do evento. 

## Card Oficial
Nota 1 Pelo Cinturão Peso-Pesado do UFC.

Nota 2 Pelo próximo desafiante ao Cinturão Peso-Médio do UFC.

Nota 3 Peso Casado (63,5 kg).

## Bônus da Noite
Os lutadores receberam $50.000 de bônus
- Luta da Noite:  Francisco Trinaldo vs.  Yancy Medeiros
- Performance da Noite:  Stipe Miocic e  Ronaldo Souza